# مردخای وانونو

تصویری از تیتر اول نسخه ۵ اکتبر ۱۹۸۳ میلادی، هفته‌نامه ساندی‌تایمز که خبر از وجود «کلاهک‌های اتمی اسرائیل» می‌دهد.

مردخای وانونو (در عبری: מרדכי ואנונו) یک اسرائیلی مراکشی‌تبار است. وی تکنسین نیروگاه اتمی دیمونا در اسرائیل بود و در سال ۱۹۸۶ در مصاحبه با هفته‌نامهٔ ساندی‌تایمز اطلاعات و تصاویری محرمانه از این نیروگاه و کلاهک‌های اتمی اسرائیل را در اختیار این نشریهٔ بریتانیایی قرار داد.

## خانواده و تحصیلات
مردخای وانونو یک یهودی مراکشی‌تبار است که در ۱۹۵۴ در مراکش متولد شد و در ۱۹۶۳ همراه با خانواده خود به اسرائیل مهاجرت کرد. در ۱۹۷۱ به ارتش اسرائیل پیوست، از دانشگاه بن گوریون فارغ‌التحصیل شد و سپس به استخدام نیروگاه دیمونا درآمد.
وی پس از خروج از اسرائیل، در ۱۹۸۵ به یک گروه مسیحی مخالف جنگ‌افزارهای هسته‌ای در استرالیا پیوست و هم‌زمان تغییر دین داد و به مسیحیت گروید.

## دستگیری و زندان
پس از آنکه موساد اطلاع یافت وانونو، اطلاعات محرمانه مربوط به کلاهک‌های اتمی اسرائیل را به هفته‌نامه ساندی‌تایمز تحویل داده است، تصمیم به دستگیری وی گرفت؛ اما از آن‌جا که مردخای وانونو از اسرائیل خارج و در بریتانیا اقامت گزیده بود و موساد بنابر قراردادهای امنیتی که با سازمان اطلاعات و امنیت خارجی بریتانیا داشت، نمی‌خواست در خاک بریتانیا دست به آدم‌ربایی بزند. از این روی، مقامات موساد تصمیم گرفتند تا با کمک عوامل انسانی وی را ترغیب کنند تا بریتانیا را به خواستهٔ خود ترک و به ایتالیا سفر کند. از این روی، یک مأمور اطلاعاتی زن عضو موساد با نام عملیاتی «سیندی»، مأموریت یافت تا به عنوان یک «توریست آمریکایی» و به صورت ظاهراً «اتفاقی» با وی آشنا شود و پس از طرح دوستی، وانونو را متقاعد کرد تا یا یکدیگر، برای تعطیلات آخر هفته به شهر رم در کشور ایتالیا سفر کنند. ساعاتی پس از ورود به رم، کماندوهای موساد وی را دستگیر و طی عملیاتی به اسرائیل منتقل کردند. پس از بازگردانیدن به اسرائیل، وی در دادگاهی، به اتهام جاسوسی و خیانت به کشور و به علت «افشای اسرار هسته‌ای کشور» به مدت ۱۸ سال زندانی شد.
پس از آزادی در ۲۱ آوریل ۲۰۰۴، اجازهٔ خروج از اسرائیل و مصاحبه با خارجی‌ها را نداشت. مردخای وانونو، در دادگاهی در اسرائیل به سرپیچی از از الزامات آزادی‌اش (مصاحبه با خارجی‌ها) به شش ماه حبس تعزیری محکوم شد.
وی در ژوئیهٔ ۲۰۰۴ طی گفتگویی با روزنامه الحیات چاپ انگلستان، ادعا کرد که اسرائیل در ترور جان اف. کندی، سی و پنجمین رئیس‌جمهور ایالات متحده آمریکا، دست داشته است. او اظهار داشت که «دلایل محکمی» وجود دارد که ترور جان اف. کندی در پاسخ به فشاری انجام گرفته است که او به دیوید بن گوریون، نخست‌وزیر وقت اسرائیل برای روشن کردن وضعیت تأسیسات هسته‌ای دیمونا وارد کرده بود.